# Генерација 1991.
Генерација 1991. је генерација коју чине фудбалери Црвене звезде који су по први пут у историји клуба освојили Куп европских шампиона, у сезони 1990/91. Они су 29. маја 1991. у финалу одиграном на стадиону Свети Никола у Барију, савладали Олимпик из Марсеља након бољег извођења једанаестераца, са 5:3. Након одиграних регуларних 90 минута и продужетака, није било голова.
Исте сезоне је овај тим постао и првак државе, а стигао је и до финала купа. Ову екипу је са клупе тада предводио Љупко Петровић.
Поводом прославе десет година од освајања Купа шампиона, 29. маја 2001. одржана је манифестација под називом Сусрет генерација. Ова екипа се тада поново окупила и одиграла егзибициони меч против играча који су у том тренутку наступали за Црвену звезду. Читава ова генерација је проглашена шестом звездином звездом, 29. маја 2010. Церемонија проглашења је обављена на манифестацији под називом Звездине стазе, уприличене поводом обележавања 19 година од постизања највећег успеха у историји, а у години у којој је клуб славио 65. година постојања.

## Играчи генерације 1991.
Играчи су наведени према редоследу којим их је Тоза Мијаиловић представио на церемонији проглашења за шесту звездину звезду.
| - Стеван Стојановић - Душко Радиновић - Слободан Маровић - Владимир Југовић - Рефик Шабанаџовић - Миодраг Белодедић - Илија Најдоски |  | - Роберт Просинечки - Дејан Савићевић - Синиша Михајловић - Дарко Панчев - Драгиша Бинић - Влада Стошић - Горан Василијевић |  | - Ивица Момчиловић - Жељко Калуђеровић - Милић Јовановић - Горан Јурић - Раде Тошић - Владан Лукић - Љубиша Милојевић |